# Соломоновски долар
Вижте пояснителната страница за други значения на долар.
Соломоновският долар (на английски:Solomon Islands dollar) е официалното разплащателно средство и парична единица в Соломоновите острови. Беше въведен през 1977 г. и се дели на 100 цента.

## Монети и банкноти

### Монети
Има монети от 10, 20, 50 цента и от 1 и 2 долара.

### Банкноти
Емитират се банкноти от 5, 10, 20, 50 и 100 долара.